# 欽喬區
欽喬區（西班牙語：Distrito de Chincho），是秘魯的一個區，位於該國中南部萬卡韋利卡大區的安拉賴斯省，始建於1959年10月31日，面積182.7平方公里，海拔高度3,134米，2005年人口946，人口密度每平方公里5.2人。